# 烏石鼻隧道
烏石鼻隧道是台灣宜蘭縣蘇澳鎮（近南澳鄉）的一座公路隧道，原位於台九線蘇花公路上，現位置於新澳隧道東邊約2公里處，隧道旁為烏石鼻海岸自然保留區。
本隧道於民國36年（1947年）在烏石鼻路段修建，長度40公尺，又稱粉鳥林隧道，民國72年（1983年）因新澳隧道西線完工而連同烏石鼻路段廢止。
原烏石鼻路段則現為蘇花古道大南澳越嶺段與烏石鼻戰備道路（通往大南澳嶺上的雷達站）的一部分。

## 外部連結
- 大南澳步道、朝陽步道、九寮溪步道 輝哥的天空 （页面存档备份，存于）
- 【 宜蘭 . 東澳 。 山海祕境 】 烏石鼻隧道 。 遺落在歷史中 卡夫卡愛旅行 （页面存档备份，存于）